# Osiwka (rejon zwiahelski)
Osiwka (ukr. Осівка) – wieś na Ukrainie, w obwodzie żytomierskim, w rejonie zwiahelskim, w hromadzie Emilczyn. W 2001 liczyła 479 mieszkańców, spośród których 475 wskazało jako ojczysty język ukraiński, a 4 rosyjski.